# May Jacks
May Jacks fue una tenista británica del fines del siglo XIX. 
En 1890 fue finalista del torneo Wimbledon Singles para damas siendo derrotada por Lena Rice 6-4, 6-1.
Solo clasificaron cuatro competidores, fue la menor clasificación de todos los Wimbledon. Según el sistema en ese momento, Rice debería haber jugado contra la campeona defensora, Blanche Bingley, en la final de All Comers, pero Bingley no ingresó, por lo que Rice tuvo un walkover. Ese mismo año, Jacks ganó el campeonato inaugural de Queen's Club, venciendo a Maud Shackle 6-2, 6-1. Al año siguiente perdió ante Shackle 6–2, 4–6, 6–3.